# UDアルメリア
ウニオン・デポルティーバ・アルメリア（Unión Deportiva Almería, S.A.D. スペイン語発音: [uˈnjon depoɾˈtiβ(a) almeˈɾi.a]）は、スペイン・アンダルシア州アルメリア県アルメリアを本拠地とするサッカークラブチーム。2024-25シーズンはセグンダ・ディビシオンに所属する。1989年7月26日にアルメリアCF（Almería Club de Fútbol）として設立された。15,000人収容のエスタディオ・デ・ロス・フエゴス・メディテラネオスをホームスタジアムとする。

## 歴史
UDアルメリアの前身とされるADアルメリアは1979-80シーズンと1980-81シーズンをプリメーラ・ディビシオン（1部）で過ごしたが、1982年に解散した。1989年にはアルメリアCF(Almería Club de Fútbol)が生まれた。2001年1月19日、当時アルメリア市長だったサンティアゴ・マルティネス・カブレハスが、このアルメリアCFと同じくアルメリアに拠点を置くポリデポルティーボ・アルメリアを統合し、新たにUDアルメリアを設立すると市議会で発表した。この発表から約5ヶ月後、アルメリアCF保有者の承認を得て、正式にUDアルメリアが創設された。また、クラブの歴史や成績はアルメリアCFのものを引き継ぐ。
2006年7月、クラブの新指揮官にウナイ・エメリを招聘し、就任後わずか1シーズンでアルメリアを史上初となるプリメーラ・ディビシオン (1部)昇格に導いた。クラブ初の1部挑戦となった2007-08シーズン、ジエゴ・アウヴェスやマネ、アルバロ・ネグレドなどの新戦力が既存の選手とうまく絡み合い、プリメーラ初年度ながらも8位という好成績でシーズンを終えた。また、エメリによってストライカーに抜擢されたネグレドは、チームトップとなるリーグ戦13ゴールを挙げた。
シーズン終了後、バレンシアCFに移ったエメリの後任としてゴンサロ・アルコナーダが監督に就任したが、成績不振によってシーズン途中の2008年12月21日に解任された。次期監督には元メキシコ代表のストライカーであるウーゴ・サンチェスが監督の座に就いたが、それでもチームの調子は上向かず、リーグ戦11位でシーズンを終えた。また、シーズン終了と同時にサンチェスも解任された。
2010-11シーズンはコパ・デル・レイでクラブ史上初めて準決勝に到達した。しかし、リーグ戦ではFCバルセロナ戦(0-8)で大敗を喫したフアン・マヌエル・リージョ監督が2010年11月に解任され、後任のルイス・オルトラ監督も2011年4月に解任された 。リーグ最下位に終わって降格し、トップリーグ挑戦は4シーズンで幕を閉じた。
2011-12シーズンから2季連続でセグンダ・ディビシオンを過ごし、2012-13シーズンに3位となり、プレーオフでジローナを下して、3シーズンぶりにプリメーラ・ディビシオンへの昇格が決まった。
2019年8月2日、サウジアラビア人のトルキ・アル＝シャイフが新オーナーとなった。トルキ・アル＝シャイフはサウジアラビア王室アドバイザーや総合娯楽局 (General Authority for Entertainment)、サウジアラビアオリンピック委員会 、アラブサッカー連盟の会長を務める人物である。
2021-22シーズン、リーグ最終節のCDレガネス戦にて、2-2で引き分けたことでセグンダ優勝とプリメーラ・ディビシオン昇格が決定した。。
2023-24シーズンは開幕から28試合未勝利が続き、第33節のヘタフェ戦で敗戦したことにより、残り5試合でセグンダ降格が決定した。

## ユニフォーム
| 年        | メーカー   | 胸スポンサー       |
| --------- | ---------- | ------------------ |
| 2007-2008 | UDA        | オブラスカンポ     |
| 2008-2010 | UDA        | なし1              |
| 2010-2012 | ラサン     | ウルシソル         |
| 2012-2019 | ナイキ     | ウルシソル         |
| 2019-2020 | アディダス | Arabian Centres    |
| 2020-2022 | プーマ     | Arabian Centres    |
| 2022-     | カストーレ | Khaled Juffali Co. |

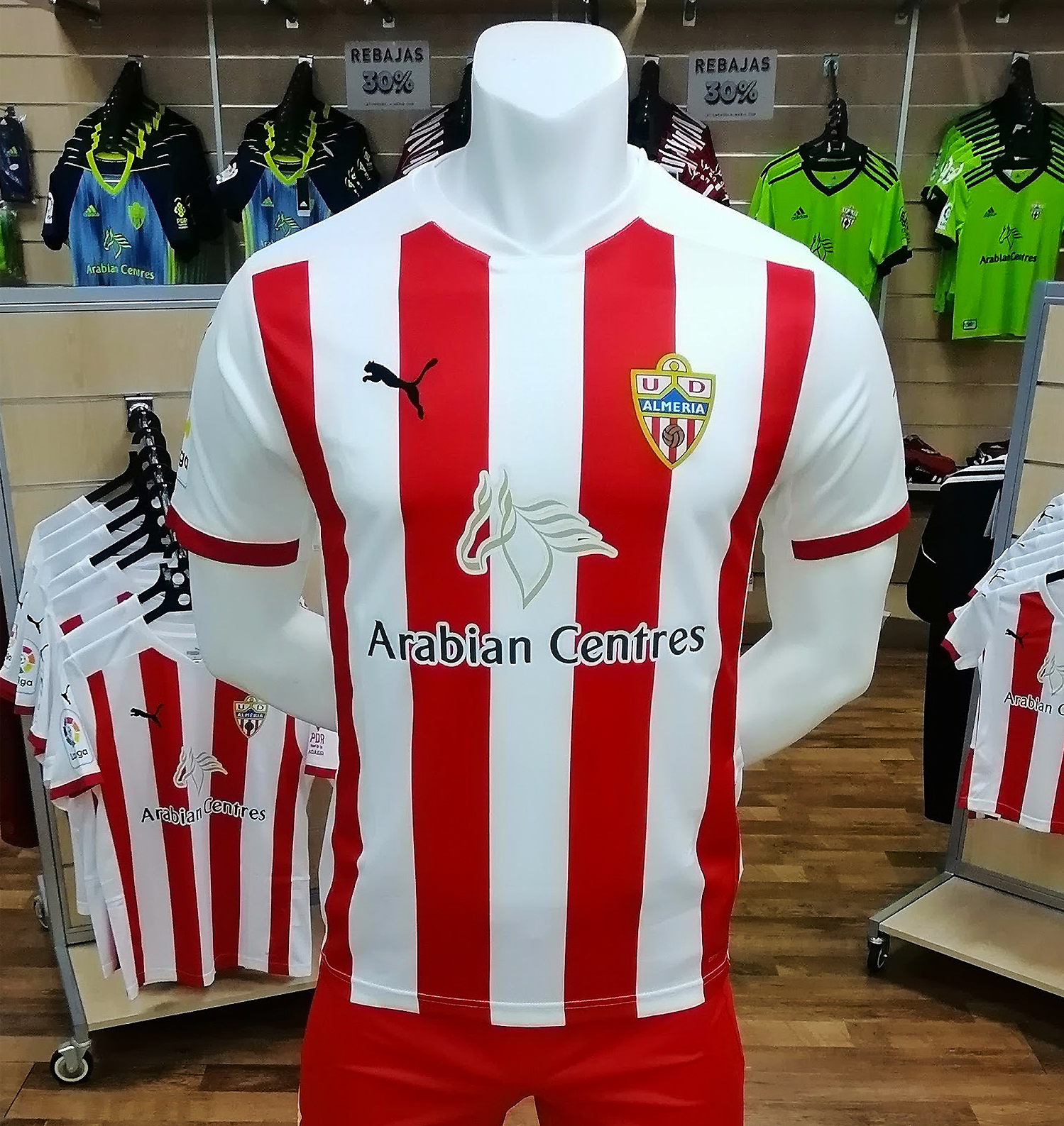
2020-21シーズンのユニフォーム

1 Isla del FraileやCorredor de Vidaなどのメッセージをユニフォームの胸部分に記していた

## クラブカラー

アルメリア県の旗

アルメリアのクラブカラーは赤と白である。由来は、アルメリア県の旗のメインカラー。この旗に赤と白が使われた理由は、1147年、この地で起こったジェノヴァ共和国軍隊の十字軍がアルメリア海岸に上陸した際に掲げていた軍旗に由来している。

## 現所属メンバー
2025年2月3日
注：選手の国籍表記はFIFAの定めた代表資格ルールに基づく。
| No. | Pos. |              | 選手名                           |
| --- | ---- | ------------ | -------------------------------- |
| 1   | GK   | ポルトガル   | ルイス・マキシミアーノ           |
| 2   | MF   | スペイン     | アルナウ・ピグマル               |
| 3   | DF   | スペイン     | エドガル・ゴンサレス             |
| 4   | DF   | ブラジル     | カイキー・フェルナンデス・メロ ★ |
| 5   | MF   | アルゼンチン | ルーカス・ロベルトーネ ()        |
| 6   | MF   | セネガル     | ディオン・ロピ ★                 |
| 7   | FW   | ブラジル     | ラザロ・ヴィニシウス・マルケス ★ |
| 8   | MF   | スペイン     | ゴンサロ・メレロ                 |
| 9   | FW   | コロンビア   | ルイス・スアレス ()              |
| 10  | MF   | スペイン     | ニコ・メラメド ()                |
| 11  | MF   | スペイン     | セルヒオ・アリバス               |
| 12  | FW   | ブラジル     | レオ・バチストン ()()            |

| No. | Pos. |              | 選手名                             |
| --- | ---- | ------------ | ---------------------------------- |
| 13  | GK   | スペイン     | フェルナンド                       |
| 15  | MF   | セネガル     | イドリス・ババ ()                  |
| 16  | DF   | セルビア     | アレクサンダル・ラドヴァノヴィッチ |
| 17  | DF   | スペイン     | アレハンドロ・ポソ                 |
| 18  | DF   | スペイン     | マルク・プビル                     |
| 19  | FW   | セルビア     | マルコ・ミロヴァノヴィッチ         |
| 20  | DF   | スペイン     | アレックス・センテジェス           |
| 21  | DF   | スペイン     | チュミ                             |
| 23  | MF   | スペイン     | セルヴィ・クルア                   |
| 24  | DF   | モザンビーク | ブルーノ・ランガ ★                 |
| 27  | MF   | ポルトガル   | グイ・ゲデス                       |
| 28  | FW   | モロッコ     | ラシャド・フェタル ()              |

※括弧内の国旗はその他保有国籍、もしくは市民権、星印はEU圏外選手を示す。

### リザーブチーム
注：選手の国籍表記はFIFAの定めた代表資格ルールに基づく。
| No. | Pos. |          | 選手名             |
| --- | ---- | -------- | ------------------ |
| 26  | MF   | スペイン | マルコス・ペーニャ |
| 27  | DF   | スペイン | パコ・サンス       |
| 29  | FW   | モロッコ | ラシャド・フェタル |

| No. | Pos. |          | 選手名                 |
| --- | ---- | -------- | ---------------------- |
| 30  | DF   | スペイン | カルロス・バジェステロ |
| 32  | DF   | スペイン | ミゲル・ペーニャ       |
| 37  | GK   | スペイン | ブルーノ・イリバルネ   |

### レンタル選手
in
注：選手の国籍表記はFIFAの定めた代表資格ルールに基づく。
| No. | Pos. |  | 選手名 |
| --- | ---- |  | ------ |

out
注：選手の国籍表記はFIFAの定めた代表資格ルールに基づく。
| No. | Pos. |              | 選手名                                  |
| --- | ---- | ------------ | --------------------------------------- |
| --  | FW   | マリ共和国   | イブラヒマ・コネ (アル・アフドゥードゥ) |
| --  | MF   | スペイン     | アドリ・エンバルバ (バジェカーノ)       |
| --  | MF   | スペイン     | マルコス・ペーニャ (マルベジャFC)       |
| --  | FW   | ギニアビサウ | マルシアーノ・サンカ (ベティスB)        |

| No. | Pos. |              | 選手名                              |
| --- | ---- | ------------ | ----------------------------------- |
| --  | DF   | ギニアビサウ | フブラン・メンデス (トロワ)         |
| --  | FW   | イングランド | アルフィン・アッピアー (ナシオナル) |
| --  | DF   | スペイン     | アルナウ・ソラ (ビジャレアルCF B)   |
| --  | FW   | スペイン     | ルーベン・キンタニラ (ブルゴス)     |

### スタッフ
| 役職               | 氏名                             |
| ------------------ | -------------------------------- |
| 監督               | ガイスカ・ガリターノ             |
| アシスタントコーチ | ダニ・ペンディン                 |
| フィジカルコーチ   | ダニエル・ヘスス・パストール     |
| フィジカルコーチ   | ビクトル・フォルテス             |
| GKコーチ           | リカルド・モリーナ               |
| GKコーチ           | ヘスス・サルバドール・ロドリゲス |

## 歴代監督
- ペペ・ナバーロ 1989-1990
- アマドル・アンドレス・カペル 1990
- アントニオ・ベルモンテ 1990
- ペペ・ナバーロ 1990-1991
- アントニオ・オビエド 1991-1992
- ぺぺ・カジュエラ 1992-1993
- ペドロ・ブエナベントゥラ 1993
- ロゲリオ・パロモ 1993-1994
- ホセ・エンリケ・ディアス 1994-1995
- ぺぺ・カジュエラ 1995-1996
- キケ・エルナンデス 1996
- ぺぺ・カジュエラ 1996
- ゴンサロ・ウルタド 1996
- ウリ・シュティーリケ 1996-1997
- ペドロ・ブラオホス 1997
- ホセ・アンヘル・モレノ 1997-1998
- ペペ・ナバーロ 1998
- ルーカス・アルカラス 1998-1999
- フロロ・ガリード 1999
- ラモン・ブランコ・ロドリゲス 1999
- ホセ・マリア・サルメロン 1999-2000
- カスコ 2000-2003
- ルイス・アンヘル・ドゥケ 2003-2004
- アルフォンシン 2004
- フェルナンド・カストロ・サントス 2004-2005
- アルフォンシン 2005
- ファブリ 2005
- パコ・フロレース 2005-2006
- ウナイ・エメリ 2006-2008
- ゴンサロ・アルコナーダ 2008-2008.12
- ウーゴ・サンチェス 2008-2009
- フアン・マヌエル・リージョ 2009-2010
- ホセ・ルイス・オルトラ 2010-2011
- ロベルト・オラベ 2011
- ルーカス・アルカラス 2011-2012
- エステバン・ビーゴ 2012
- ハビ・グラシア 2012-2013
- フランシスコ・ロドリゲス 2013-2014
- フアン・イグナシオ・マルティネス 2014-2015
- セルジ・バルフアン 2015
- ホアン・カリージョ 2015
- ネストル・ゴロシート 2016
- フェルナンド・ソリアーノ 2016-2017
- フラン・フェルナンデス (暫定) 2017
- ラミス 2017
- フラン・フェルナンデス (暫定) 2017
- ルーカス・アルカラス 2017-2018
- フラン・フェルナンデス 2018-2019
- オスカル・フェルナンデス 2019
- ペドロ・エマヌエル 2019
- グティ 2019-2020
- マリオ・シウヴァ 2020
- ジョゼ・ゴメス 2020-2021
- ルビ 2021-2023
- ビセンテ・モレノ 2023
- アルベルト・ラサルテ (暫定) 2023
- ガイスカ・ガリターノ 2023-

## 歴代所属選手

### GK
- カルロス・サンチェス・ガルシア 2005-2006
- サンデル・ヴェステルフェルト 2006-2007
- ジエゴ・アウヴェス 2007-2011
- ピルミン・シュトラッサー 2011-2014

### DF
- ランコ・ポポヴィッチ 1995-1997
- イヴィッツァ・バルバリッチ 1995-1997
- ドミンゴ・シスマ 2005-2010
- マネ 2006-2009
- ブルーノ 2006-2009
- アイトール・ロペス・レカルテ 2007-2008
- ロドリ 2007
- ミカエル・ヤコブセン 2010-2012

### MF
- パウロ・ジャメーリ 2004-2005
- フェリペ・メロ 2007-2008
- フリオ・ドス・サントス 2007-2008
- イリネイ 2008-2009
- ファビアン・バルガス 2009-2011
- ソフィアン・フェグリ 2011

### FW
- ロベルト・ナンニ 2004-2005
- カルー・ウチェ 2005-2011
- アルバロ・ネグレド 2007-2009
- ヴェリコ・パウノヴィッチ 2008
- パブロ・ピアッティ 2008-2011
- ミゲル・アンヘル・ニエト 2008-2011
- ヘノク・ゴイトム 2009-2012
- ティーラシン・デーンダー 2014-2015
- アルバロ・ヒメネス 2018-2019
- ダルウィン・ヌニェス 2019-2020

## クラブ記録

### 出場試合数
| # | 選手                     | 試合数 | 期間                |
| - | ------------------------ | ------ | ------------------- |
| 1 | ホセ・オルティス         | 338    | 2001-2012           |
| 2 | ミゲル・アンヘル・コロナ | 333    | 2006-2015           |
| 3 | フェルナンド・ソリアーノ | 328    | 2005-2010 2011-2016 |
| 4 | サンティアゴ・アカシエテ | 213    | 2004-2012           |
| 5 | アルベルト・クルサット   | 212    | 2005-2011           |

### 総得点数
| # | 選手                     | 試合数 | 期間                |
| - | ------------------------ | ------ | ------------------- |
| 1 | ラウール・サンチェス     | 57     | 1997-1999 2000-2002 |
| 2 | レオナルド・ウジョア     | 48     | 2010-2013           |
| 3 | ホセ・オルティス         | 47     | 2001-2012           |
| 4 | フェルナンド・ソリアーノ | 46     | 2005-2010 2011-2016 |
| 5 | フランシスコ・ロドリゲス | 45     | 2002-2004 200-2007  |